# Uggerby Å
Der Uggerby Å ist ein 66 km langer Fluss in Vendsyssel an der Nordspitze von Jütland in Dänemark.

## Verlauf
Er entspringt bei Sterup südlich von Hjørring, verläuft dann östlich um Hjørring außerhalb von Rønnebjerg vorbei, dann durch Ilbro, Sønderskov, Sindal, Mosbjerg, Bindslev und Uggerby bis zu seiner Mündung in der Tannisbugt westlich von Tversted.
Die Wasserqualität des Flusses ist gut und er fließt an vielen Stellen durch landschaftlich reizvolle Gebiete. Es wird häufig von Kanuten und Anglern genutzt.
Bei Sindal, Mosbjerg und in Bindslev wurden einfache Campingplätze eingerichtet. In Uggerby besteht ein Kanuverleih und in Bindslev treibt der Fluss die Turbinen des alten Wasserkraftwerkes an, das als arbeitendes Museum erhalten ist.

## Naturschutz

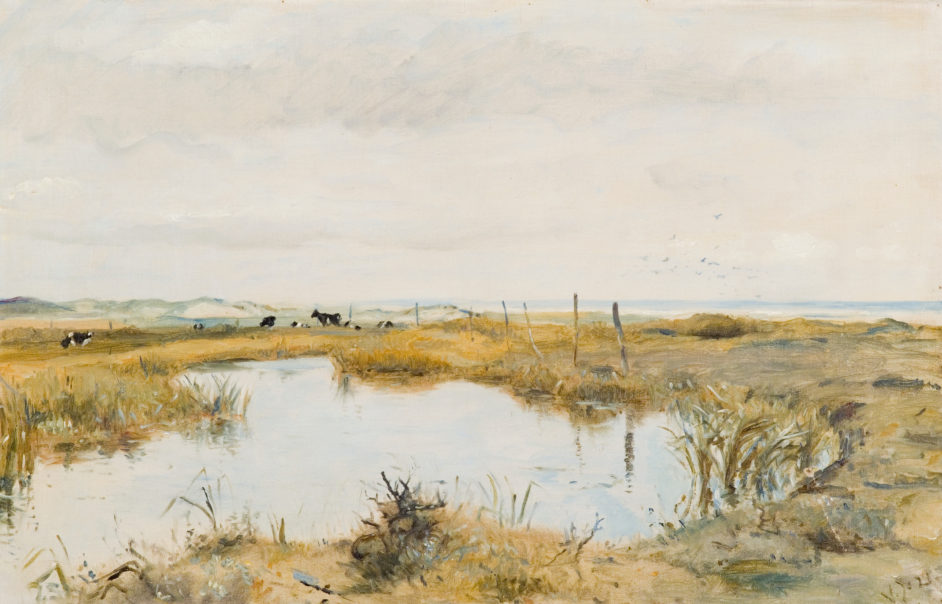
„Uggerby Å ved Vesterhavet 1921“ von Valdemar Irminger, 1921, Ribe Kunstmuseum

Zusammen mit Uggerby Plantage liegt der Fluss in einem Natura 2000-Gebiet (Natura 2000-Gebiet Nr. 5 Uggerby Klitplantage und Mündung des Uggerby Å) nach der Richtlinie 92/43/EWG (Fauna-Flora-Habitat-Richtlinie). Dort existieren große Bestände des Blutroten Storchschnabels sowie wichtige Bestände des Blauen Schillergrases (Koeleria glauca), des Großen Sonnenröschen-Bläulings, der Zauneidechse und der  Kreuzkröte. Im Fluss lebt das Meerneunauge.
Ein Gebiet von 25 Hektar östlich des Unterlaufs des Uggerby Å wurde 1964 als Naturschutzgebiet („Naturfredning“) ausgewiesen. Es ist ein landschaftlich reizvolles Erholungsgebiet mit einzigartigem Pflanzenwachstum. 1963 erwarb das Kulturministerium das Land, um sie zu schützen. Heute ist das Umweltministerium der Eigentümer.

## Badeverbot
Im Uggerby Å und am Uggerby Strand bis 300 m östlich der Flussmündung war 2009 das Baden verboten. Das Badeverbot war auf eine hohe Keimzahl im Bach zurückzuführen, die von Menschen und Wiederkäuern stammte. Es wurde angenommen, dass die Kontamination von der Kläranlage Sindal und von Rindern entlang des Flusses stammte.
Über den aktuellen Zustand gibt es keine Informationen.